# Franzosenschanze (St. Gilgen)
Franzosenschanze ist eine Ortslage in der Wolfgangseeregion im Salzburger Salzkammergut und gehört zur Gemeinde Sankt Gilgen im Bezirk Salzburg-Umgebung. Der Name bezieht sich auf eine Befestigung der Napoleonischen Kriege (Koalitionskriege).

## Lage
Franzosenschanze liegt am Südwestufer des Wolfgangsees, zwischen St. Gilgen und Abersee, je etwa 3 Kilometer von diesen entfernt. Der Elferstein und der Troiferberg (883 m ü. A.), der Ost-Ausläufer des Zwölferhorns, bricht hier in einer Steilwand, der Litzlwand in den See. Die kleine Ortlage befindet sich an der Wolfgangsee Straße (B158), direkt am Seeufer auf 554 m ü. A. Östlich beginnt dann die weite Zinkenbach-Halbinsel. Die Straße führt hier über eine leichte Anhöhe und ist durch einen Felsrücken vom Seeufer etwas entfernt. See-gegenüber liegt die Falkensteinerwand des Schafbergs.

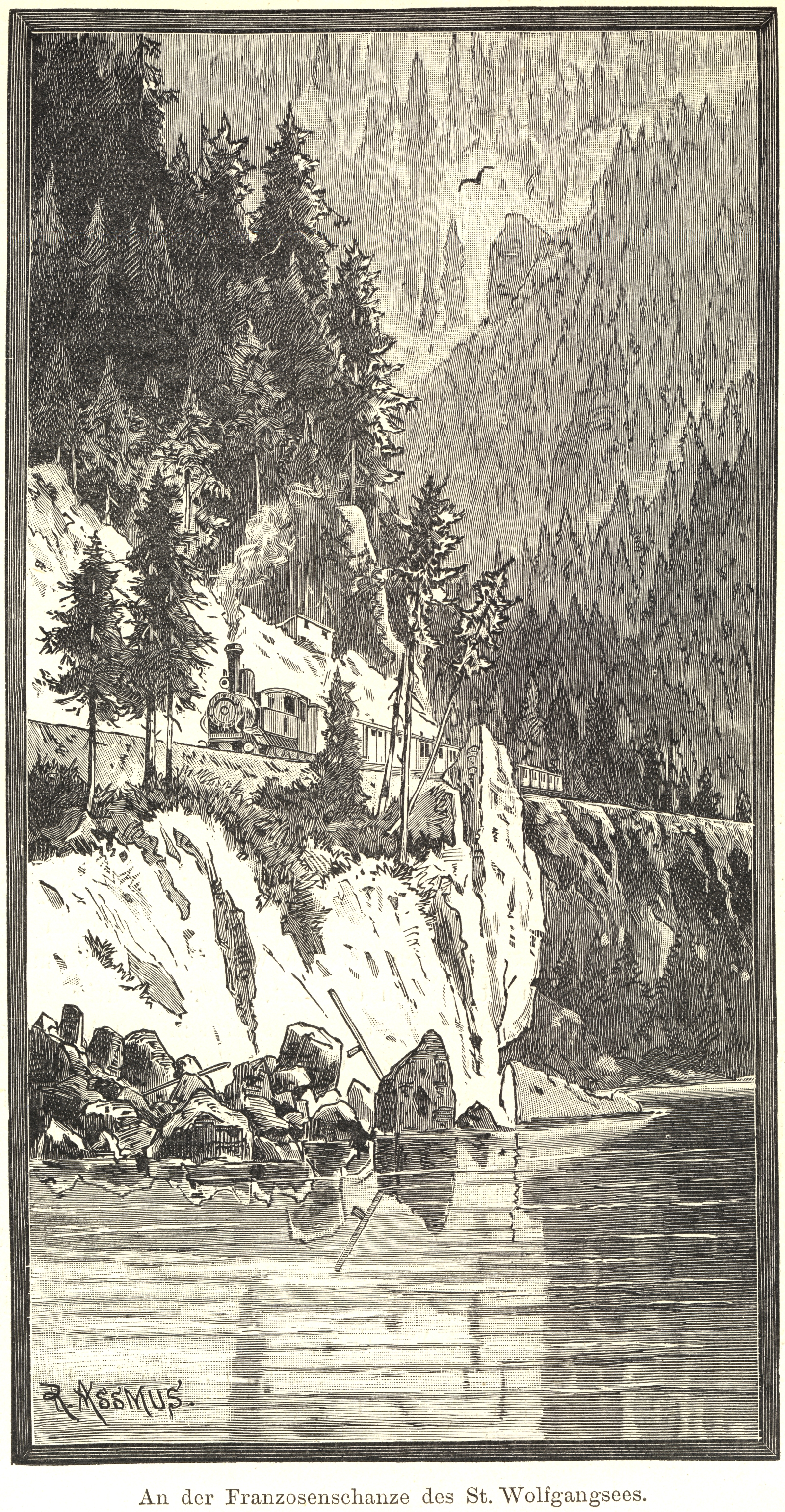
Ischler Lokalbahn unterhalb der Franzosenschanze

Die Ortslage umfasst 5 Adressen.
| Lueg |                                             | RiedWolfgangsee |
|      | Kompassrose, die auf Nachbargemeinden zeigt |                 |
|      |                                             | Gschwand        |

## Geschichte
Die Ortslage wurde ursprünglich als Lueger Mühle geführt, sie gehörte zum Brauhaus Lueg nördlich.
Die Befestigungsanlage wurde 1809 beim drohenden Einmarsch der napoleonischen Armee und ihren bayerischen Verbündeten errichtet. Bis auf die Berghänge zum Zwölferhorn wurden Schanzen und Erdwerke, vorrangig Wehrkörbe mit Steinen gefüllt, aufgeworfen. Letztendlich kam es hier aber zu keinen Kämpfen.
Früher fuhr hier die Ischler-Bahn (Salzkammergut-Lokalbahn, SKLB) vorbei. Das Gelände wurde durch Straßen- und Bahnbau völlig verändert. Die Villa auf dem Felskopf, die noch heute besteht und im Privatbesitz ist, ließ sich der ehemalige Direktor des Burgtheaters, Max Burckhard, kurz nach 1900 erbauen.

## Infrastruktur
Hier befindet sich ein beliebter Tauchplatz, die Litzlwand setzt sich unter Wasser fort, und die tiefste Stelle des Wolfgangsees mit 114 m liegt zwischen hier und der Falkensteinerwand.